# Theophila religiosae
Theophila religiosae – gatunek motyla nocnego z rodziny jedwabnikowatych (Bombycidae), spokrewnionego z jedwabnikiem morwowym.
Wygląd
Rozpiętość skrzydeł 4–5 cm, wierzchołki skrzydeł nieznacznie wygięte i pokryte jasnymi liniami. Gąsienica pokryta jest żółtymi, brązowymi lub czarnymi paskami.
Pożywienie
Odżywia się liśćmi morwy.
Występowanie
Indie – Malezja
Znaczenie
Hodowany dla jedwabiu.